# Peter Dütschler
Peter Andreas Dütschler (* 16. Oktober 1963 in Thun) ist ein Schweizer Politiker (FDP.Die Liberalen) und Unternehmer. 
Er war von 2006 bis 2011 im Parlament von Thun und von 2018 bis 2022 Mitglied des Grossen Rates des Kantons Bern.
Dütschler war von 2006 bis 2017 Präsident von Thun-Thunersee Tourismus. Er initiierte den Panorama-Rundweg Thunersee und gründete 2007 den Verein Panorama Rundweg Thunersee. Er ist im Vorstand des Vereins.
Beruflich arbeitet der diplomierte Kulturingenieur (EPF Lausanne / ETH Zürich) als Ingenieur-Geometer unter anderem in der Firma Dütschler und Partner.